# Chris Collins (énekes)
Chris Collins (Long Island, New York, 1967. augusztus 10. –) amerikai heavy metal énekes, aki a Dream Theater extrém magas hangokra képes, első énekeseként ismert. Collins 1985-1986 között volt az akkor még Majesty néven működött együttes frontembere. Ő hallható DT első stúdiófelvételein, amelyek The Majesty Demos néven kerültek be a köztudatba. 1986 novemberében távozott a zenekarból.
A Dream Theater Official Bootleg sorozatában, 2003-ban kibővítve újra kiadták a The Majesty Demos anyagát. 2006-ban a DT fennállásának 20. évfordulójára megjelent Score című DVD-n helyet kapott az együttes történetét bemutató "The Score So Far..." dokumentumfilm, amelyben korabeli felvételek láthatók a Collins-korszakból. Chris Collins a Dream Theaterből való távozása után hosszú időre kivonta magát a zenei életből, csupán néha adott interjúkat az együttesben eltöltött idejéről.
2005-ben megalapította a Winterspell nevű együttesét, amelyben énekesként és dalszerzőként tevékenykedik. Jelenleg bemutatkozó anyagát készíti Mickey James (Criss Angel) producerrel.